# Невине лажи (ТВ серија)
Невине лажи је америчка ТВ драма кабловске куће ХБО. Творац серије је Дејвид И. Кели. Прва сезона серије је заснована на роману истог имена, чији је аутор Лајен Моријати. Режисер сваке епизоде је Жан-Марк Вали.
У главним улогама су: Никол Кидман , Рис Витерспон и Шајлин Вудли. Серија приказује причу у којој се три жене у Калифорнији нађу у истрази за убиство. У споредним улогама су глумци: Александар Скарсгард, Лаура Дерн, Џефри Нордлинг, Адам Скот, Зои Кравиц и Џејмс Тапер.
Невине лажи је добила одличне критике, као и шестнаест номинација за Еми награду. Освојила је осам Еми награда, док су индивидуално добили награде глумци: Кидман, Дерн и Скарсгард.
Иако је оригинално планирана само једна сезона серије, ХБО кабловска кућа је на крају одлучила да направи још једну сезону. Продукција на другој сезони је кренула у марту 2018. године, а очекује се да ће кренути са приказивањем у 2019. години. Главни додатак у глумачкој постави за другу сезону је позната глумица Мерил Стрип. Сценариста за другу сезону ће бити творац Дејвид Кели, док ће епизоде режирати Андреа Арнолд.

## Продукција
У августу 2014. године је била објављења вест да су глумице Рис Видерспун и Никол Кидман добиле ауторска права да направе пројекат од романа Невине лажи, који је написала Лајен Мориарти. У почетку се очекивало да ће овај пројекат бити филм у којем ће Рис и Никол имати главне улоге. Три месеца касније је било објављено да су ове две глумице одлучиле да ипак направе ТВ серију уместо филм. Тада је било откривено да ће сценариста бити Дејвид Кели.
У мају 2015. године се сазнало да ће Невине лажи бити ТВ серија рађена за издавачку кућу ХБО. У децембру исте године је била објављена вест да ће Жан-Марк Вали режирати читаву прву сезону. Двадесте и осмог новембра 2016. годиненајављено је да ће серија имати своју премијеру 19. фебруара 2017. године.

### Глумачка постава

#### Прва сезона
У главним улогама у првој сезони су глумци Никол Кидман, Рис Видерспун, Шајлин Вудли, Адам Скот, Лаура Дерн, Зои Кравиц, Џејмс Тапер и Александар Скарсгард. У споредним улогама су Џефри Нордлинг, Сантијаго Кабрера, Келен Колман, Сара Брнс, Дарби Кемп, Николас Кровети, Клои Колман, Ајви Џорџ, Вирџинија Кул, Лери Бејтс, Хонг Чау, Кетрин Кавари и Сара Бејкер.

#### Друга сезона
У јануару 2018. године је било објављено да се глумица Мерил Стрип придружила глумачкој постави у једној од главних улога, као и глумица Кристал Фокс. Нови глумци који ће се појављивати у споредним улогама у другој сезони су Мартин Донован,Пурна Џагонатен и Даглас Смит. Глумци који ће репризирати своје улоге у другој сезони су Шајлин Вудли, Лаура Дерн, Зои Кравиц, Адам Скот, Џејмс Тапер, и Џефри Нордлинг. Седмог маја 2018. речено је да ће се Пурна Џагонатен придружити у епизодној улози.

## Продужење
У почетку је идеја била да се направи само седам епизода ово серије, али се режисер брзо предомислио након што је серија неколико битних награда освојила. Режисер Вали је прво рекао: „Не постоји добар разлог да се направи друга сезона. Од почетка је идеја била да се направи једна сезона. Крај је осмишљен тако да дозволи гледаоцима да одлуче шта може да се деси. Ако направимо другу сезону, онда ћемо то упропастити“. Након што је серија освојила мноштво награда, Вали је рекао: „Било би одлично када би могла цела постава да се врати и да снимимо другу сезону“.
У јулу 2017. године је издавачка кућа ХБО објавила вест да постоји могућност да ће се направити друга сезона серије и да су питали Моријарти да напише причу. У децембру исте године је издавачка кућа објавила да ће се снимити друга сезона и да ће сценариста остати исти, али да ће режисер овај пут бити Андреа Анролд, док ће Вали бити продуцент.

## Епизоде
| Број епизоде | Наслов епизоде         | Режија        | Сценарио       | Када је први пут приказана |
| ------------ | ---------------------- | ------------- | -------------- | -------------------------- |
| 1            | Неко је мртав          | Жан-Марк Вали | Дејвид И. Кели | 19. фебруар 2017.          |
| 2            | Озбиљно мајчинство     | Жан-Марк Вали | Дејвид И. Кели | 26. фебруар 2017.          |
| 3            | Живим свој сан         | Жан-Марк Вали | Дејвид И. Кели | 5. март 2017.              |
| 4            | Сатерани уза зид       | Жан-Марк Вали | Дејвид И. Кели | 12. март 2017.             |
| 5            | Ујед                   | Жан-Марк Вали | Дејвид И. Кели | 19. март 2017.             |
| 6            | Горећа љубав           | Жан-Марк Вали | Дејвид И. Кели | 26. март 2017.             |
| 7            | Добићеш шта заслужујеш | Жан-Марк Вали | Дејвид И. Кели | 2. април 2017.             |

- Лора Дрен, у серији Невине Лажи
- Мерил Стрип, има улогу у другој сезони серије Невине лажи
- Зои Кравиц, глумица у серији Невине лажи
- Шајлин Вудли, глумица у серији Невине лажи
- Никол Кидман у главној улози у серији Невине лажи
- Рис Видерспун, у главној улози у серији Невине лажи

## Глумачка постава

### Главни глумци
- Рис Витерспон  као Меделин Марта Мекензи
- Никол Кидман као Селести Рајт
- Шајлин Вудли као Џејн Чапман
- Александар Скарсгард као Пери Рајт, Селестин муж
- Адам Скот као Ед Мекензи, Меделин муж
- Зои Кравиц као Бони Карлсон, Нејтенова друга жена
- Џејмс Тапер као Нејтен Карлсон, Меделин бивши муж
- Џефри Нордлинг као Гордон Клајн, Ренатин муж
- Лаура Дерн као Рената Клајн
- Кетрин Њутон као Ебигејл Карлсон, Меделинина старија ћерка (друга сезона, споредна улога у првој сезони)
- Сара Соколовић као Тори Бахман (друга сезона)
- Мерил Стрип као Мери Луиз Рајт, Перијеба мајка (друга сезона)
- Кристал Фокс као Елизабер Хаувард (друга сезона)

### Споредни глумци
- Ајан Армитаж као Зиги Чапман, Џејнин син
- Сара Бејкер као Теа Канингхем
- Сара Брнс као Габријел
- Пол Џефри Бирн као директор Нипал
- Сантијаго Кабрера као Џозеф
- Дарби Кемп као Клои Мекензи, Меделинина млађа ћерка
- Хонг Чау као Џеки
- Келен Колман као Харпер Стимсон
- Кемрон Кровети као Џош Рајт, Селестин син
- Николас Кровети као Мекс Рајт, Селестин син
- Мерин Данги као детектив Адријен Квинлан
- Ајви Џорџ као Амабела Клајн, Ренатина ћерка
- Вирџинија Кал као госпођица Барнс, учитељица
- Клои Колман као Скај Карлсон, Бонијева ћерка
- Моли Хејган као доктор Моријарти, психолог
- Лери Саливан као Орен
- Дејвид Монахан као Бернард
- Кетрин Кавари као Саманта
- Џозеф Корс као Том, власник кафића
- Робин Вајгерт као доктор Аманда Рајсман, психолог
- Лери Бејтс као Сту
- Даглас Смит као Кори Брокфилд (друга сезона)
- Моу Мекреј као Мајкл Перкинс (друга сезона)
- Мартин Донован као Мартин Хоувард (друга сезона)
- Порна Јаганатан као Кејти Ричмонд (друга сезона)